# Theodore Schultz
Theodore William Schultz (Arlington, 30 de abril de 1902 — Evanston, 26 de fevereiro de 1998) foi um economista estadunidense.
Foi laureado com o Prémio de Ciências Económicas em Memória de Alfred Nobel de 1979, juntamente com William Arthur Lewis.

## Vida
Estudou agricultura no South Dakota State College (1921-1927) e, em seguida, ingressou na Universidade de Wisconsin-Madison obtendo seu doutorado em economia, em 1930.
Posteriormente lecionou no Iowa State College (1930 - 1943), e então transferiu-se para a Universidade de Chicago. Mais tarde foi presidente da American Economic Association.
Schultz recebeu o Prémio de Ciências Económicas por seu trabalho sobre o desenvolvimento econômico, centrado na economia agrícola. Analisou o papel da agricultura na economia e seu trabalho teve profundas repercussões nas políticas de industrialização de vários países.
No pós-guerra, Schultz pesquisou a rápida recuperação da Alemanha e do Japão, comparando a situação desses países à do Reino Unido, onde ainda havia racionamento de alimentos muito tempo depois da guerra. Concluiu que a velocidade de recuperação se devia a uma população saudável e altamente educada. Segundo ele, a educação torna as pessoas produtivas e a boa atenção à saúde aumenta o retorno do investimento em educação. Assim, introduziu a ideia de "capital educacional" relacionando-o especificamente aos investimentos em educação.
Tal ideia foi a base da Teoria do Capital humano, posteriormente desenvolvida por Gary Becker, e inspirou um grande número de trabalhos sobre o desenvolvimento, nos anos 1980, motivando investimentos no ensino técnico e vocacional pelas instituições financeiras do Sistema Bretton Woods - como o FMI e o Banco Mundial.

## Contribuição à teoria econômica

### Teoria do capital humano
Enquanto ele era presidente da cadeira de economia em Chicago, ele liderou pesquisas sobre por que a Alemanha e o Japão pós-Segunda Guerra Mundial se recuperaram, em velocidades quase milagrosas, da devastação generalizada. Compare isso com o Reino Unido, que ainda racionava alimentos muito depois da guerra. Sua conclusão foi que a velocidade da recuperação se devia a uma população saudável e altamente educada; a educação torna as pessoas produtivas e os bons cuidados de saúde mantêm o investimento na educação disponível e capaz de produzir. Uma de suas principais contribuições foi posteriormente chamada de Teoria do Capital Humano, que ele formulou com a ajuda de Gary Becker e Jacob Mincer. Schultz cunhou essa teoria em seu livro intitulado Investment in Human Capital; no entanto, ele recebeu feedback negativo de outros economistas. Ele afirma que conhecimento e habilidade são uma forma de capital, e investimentos em capital humano levam a um aumento tanto na produção econômica quanto na renda dos trabalhadores. Schultz disse que o valor do trabalho era determinado pela produtividade do trabalho, o que não era uma nova descoberta econômica. O ponto de diferenciação era que a produtividade do trabalho era baseada nos investimentos de cada um em sua “taxa de retorno” pessoal. Quanto mais habilidades e educação em um currículo, mais retorno se verá nesses investimentos na forma de uma renda maior. Essa teoria ainda está em uso hoje e, pelo valor nominal, parece ser uma contribuição positiva no estudo do complexo funcionamento interno das escalas de remuneração diferenciadas. No entanto, isso foi criticado por levar a muitos vieses em relação aos investimentos observados que são realisticamente alcançáveis para um trabalhador de baixa renda. Para muitas pessoas ganharem um salário confortável e habitável, pode-se argumentar hoje que um diploma universitário é o melhor e mais garantido passo nessa direção. Muitos economistas se recusaram a apoiar sua teoria de considerar os humanos como uma forma de capital devido à escravidão, o que na época era uma crítica compreensível, dados os movimentos pelos direitos civis da época. Schultz argumenta que sua teoria não descarta a humanidade, mas encoraja os indivíduos a investir em si mesmos. Ele defende que os humanos invistam em sua saúde, migração interna e treinamento no trabalho; no entanto, ele se concentra em incentivar os indivíduos a melhorar sua educação para aumentar seu nível de produtividade. Ele afirma que se as pessoas fizessem essas coisas, teriam muito mais oportunidades disponíveis para melhorar sua situação econômica.
Ele também inspirou muito trabalho no desenvolvimento internacional na década de 1980, motivando investimentos em educação profissional e técnica pelo sistema de Bretton Woods Instituições Financeiras Internacionais como o Fundo Monetário Internacional e o Banco Mundial. Durante sua pesquisa, Schultz se aprofundou nos detalhes e saiu entre as nações agrícolas pobres da Europa, conversando com fazendeiros e líderes políticos em pequenas cidades. Ele "não tinha medo de deixar os sapatos um pouco enlameados". Ele notou que a ajuda que os Estados Unidos enviavam na forma de comida ou dinheiro não era apenas de pouca ajuda, mas na verdade prejudicial a essas nações, pois os agricultores e produtores agrícolas dessas nações não eram capazes de competir com os preços livres do "ajuda" enviada e, portanto, eles não foram capazes de se sustentar ou investir o dinheiro que ganharam com as colheitas de volta na economia. Ele teorizou que, se os EUA, em vez disso, usassem seus recursos para ajudar a educar esses produtores rurais e fornecer-lhes tecnologia e inovações, eles seriam mais estáveis, produtivos e autossustentáveis no longo prazo.

### Prêmio Nobel de Ciências Econômicas
Schultz recebeu o Prêmio Nobel juntamente com Sir William Arthur Lewis por seu trabalho em economia do desenvolvimento, com foco na economia da agricultura. Ele analisou o papel da agricultura na economia, e seu trabalho teve implicações de longo alcance para a política de industrialização, tanto em países desenvolvidos quanto em desenvolvimento. Schultz também promulgou a ideia de capital educacional, um desdobramento do conceito de capital humano, relacionado especificamente aos investimentos feitos em educação.

## Citações
O pensamento social dominante molda a ordem institucionalizada da sociedade... e o mau funcionamento das instituições estabelecidas, por sua vez, altera o pensamento social. — Theodore W. Schultz (1977)
A maioria das pessoas no mundo são pobres. Se conhecêssemos a economia de ser pobre, conheceríamos muito da economia que realmente importa. 

## Artigos (em inglês)
- Schultz, Theodore W. (1956). «Reflections on Agricultural Production, Output and Supply». Journal of Farm Economics. 38 (3): 748–762. JSTOR 1234459. doi:10.2307/1234459
- Schultz, Theodore W. (1960). «Capital Formation by Education». Journal of Political Economy. 68 (6): 571–583. JSTOR 1829945. doi:10.1086/258393
- Schultz, Theodore W. (1961). «Investment in Human Capital». The American Economic Review. 51 (1): 1–17. JSTOR 1818907

### Livros
- 1943. Redirecting Farm Policy, Nova York: Macmillan Company.
- 1945. Agriculture in an Unstable Economy, Nova York: McGraw-Hill.
- 1953. The Economic Organization of Agriculture, McGraw-Hill.
- 1963. The Economic Value of Education, Nova York: Columbia University Press.
- 1964. Transforming Traditional Agriculture, New Haven: Yale University Press.
- 1968. Economic Growth and Agriculture, Nova York: MacGraw-Hill.
- 1971. Investment in Human Capital: The Role of Education and of Research, Nova York: Free Press.
- 1972. Human Resources (Human Capital: Policy Issues and Research Opportunities), Nova York: National Bureau of Economic Research,
- 1981. Investing in People, University of California Press. Description e prévia do capítulo links.
- 1993. The Economics of Being Poor, Cambridge, Massachusetts, Blackwell Publishers
- 1993. Origins of Increasing Returns, Cambridge, Massachusetts, Blackwell Publishers

### Livros editados
- 1945. Food for the World, Chicago: University of Chicago Press.
- 1962. Investment in Human Beings, Chicago: University of Chicago Press.
- 1972. Investment in Education: Equity-Efficiency Quandary, Chicago: University of Chicago Press.
- 1973. New Economic Approaches to Fertility, Chicago: University of Chicago Press,
- 1974. Economics of the Family: Marriage, Children, and Human Capital, Chicago: University of Chicago Press.